# Anelaphus tuckeri
Anelaphus tuckeri là một loài bọ cánh cứng trong họ Cerambycidae.